# Busch Memorial Stadium
Pour les articles homonymes, voir Busch.
Le Busch Memorial Stadium était un stade de baseball, de football américain et de football situé à Saint-Louis dans le Missouri.
Ce fut le domicile des Cardinals de Saint-Louis de la Ligue majeure de baseball entre 1966 et 2005. Depuis, l'équipe joue dans le nouveau Busch Stadium. De 1966 à 1987, le stade était la demeure des Cardinals de Saint-Louis de la National Football League qui furent transférés à Tempe (Arizona) pour devenir les Cardinals de l'Arizona. Pendant les premières semaines de la saison NFL 1995, les Rams de Saint-Louis ont joué quatre rencontres au Busch Memorial Stadium en attendant l'ouverture du Edward Jones Dome. Le Busch Memorial Stadium avait une capacité de 60 000 places pour le football américain puis de 49 676 pour le baseball.

## Histoire
Lors de son ouverture il a été connu sous le nom de Civic Center Busch Memorial Stadium, jusqu'au 31 décembre 1981. Il est devenu le Busch Stadium dès le lendemain. Le nom du stade provient de la famille Busch d'Anheuser-Busch, qui était propriétaire des Cardinals de Saint-Louis jusqu'en 1996 et a soutenu la construction du stade. Il coûta $25 millions de dollars.
Le stade a été conçu par l'architecte Edward Durell Stone et construit par Grün & Bilfinger. La conception du toit de 96 arcs ("The Crown of Arches") a répercuté l'iconique Jefferson National Expansion Memorial, qui a été achevé seulement un an avant.
Le 12 mai 1966, les Cardinals inaugurent leur nouveau domicile en s'imposant contre les Braves d'Atlanta, 4-3 en 12 manches. Le premier lancer fut produit par Ray Washburn.
Le stade a accueilli son seul Match des étoiles de la Ligue majeure de baseball lors de sa première année d'existence. L'édition de 1966 est survenu pendant la canicule qui avait frappé la région du Midwest, et plusieurs spectateurs souffrirent d'insolation. Casey Stengel, lorsqu'on lui a demandé ce qu'il pensait du nouveau stade, a fait remarquer: "Il tient bien la chaleur!" ("It holds the heat well!").
Le dernier match au Busch Stadium a été joué le 19 octobre 2005, lors de la sixième rencontre de la Série de championnat de la Ligue nationale de baseball. Les Astros de Houston battent les Cardinals 5-1, gagnant la série 4-2.

### Démolition
La destruction du stade a débuté à 3h07 heure (CT) le 7 novembre 2005, afin de laisser place à la construction du nouveau Busch Stadium. À l'origine, le Busch Memorial Stadium devait être démantelé par dynamitage comme la plupart des démolitions de stades. Toutefois, en raison de craindre d'endommager la ligne de tram voisine, il a été décidé de raser le stade petit à petit avec un boulet de démolition sur une période de quelques semaines. À 0h25 heure locale le 8 décembre 2005, la dernière section permanente du Busch Memorial Stadium a été démolie.

## Description
Quatre niveaux de 50 000 sièges rouges encerclaient l'ensemble de l'aire de jeu et un tableau d'affichage de 1,5 million de dollars, situé derrière la clôture du champ extérieur, avec un cardinalinae électronique chantant lorsque les Cardinals frappaient un coup de circuit. Le Busch Memorial Stadium était considéré comme l'un des meilleurs stades du pays lorsqu'il a été ouvert.
Pour que le stade se transforme d'un terrain de baseball à celui de football américain, deux séries de 8 000 sièges pouvaient être déplacées parallèlement l'une à l'autre pour former un terrain de football. L'Astroturf (surface artificielle) avait remplacé la pelouse naturelle en 1970 pour faciliter les conversions du terrain. En 1995, à la suite du changement de propriétaires et de la décision de le destiner exclusivement au baseball, la pelouse naturelle fit son retour, de nouveaux sièges furent ajoutés, ainsi que des nouveaux tableaux d'affichage. Les enclos d'échauffement pour les lanceurs de relève (bullpens) ont été placés derrière la clôture du champ extérieur.

## Événements
- Match des étoiles de la Ligue majeure de baseball 1966, 12 juillet 1966
- World Series, 1967, 1968, 1982, 1985, 1987 et 2004

## Dimensions
- Left Field (Champ gauche) - 330 pieds (101 mètres)
- Left-Center - 372 ' (113 m)
- Center Field (Champ central) - 402 ' (123 m)
- Right-Center - 372 ' (113 m)
- Right Field (Champ droit) - 330 ' (101 m)

## Galerie

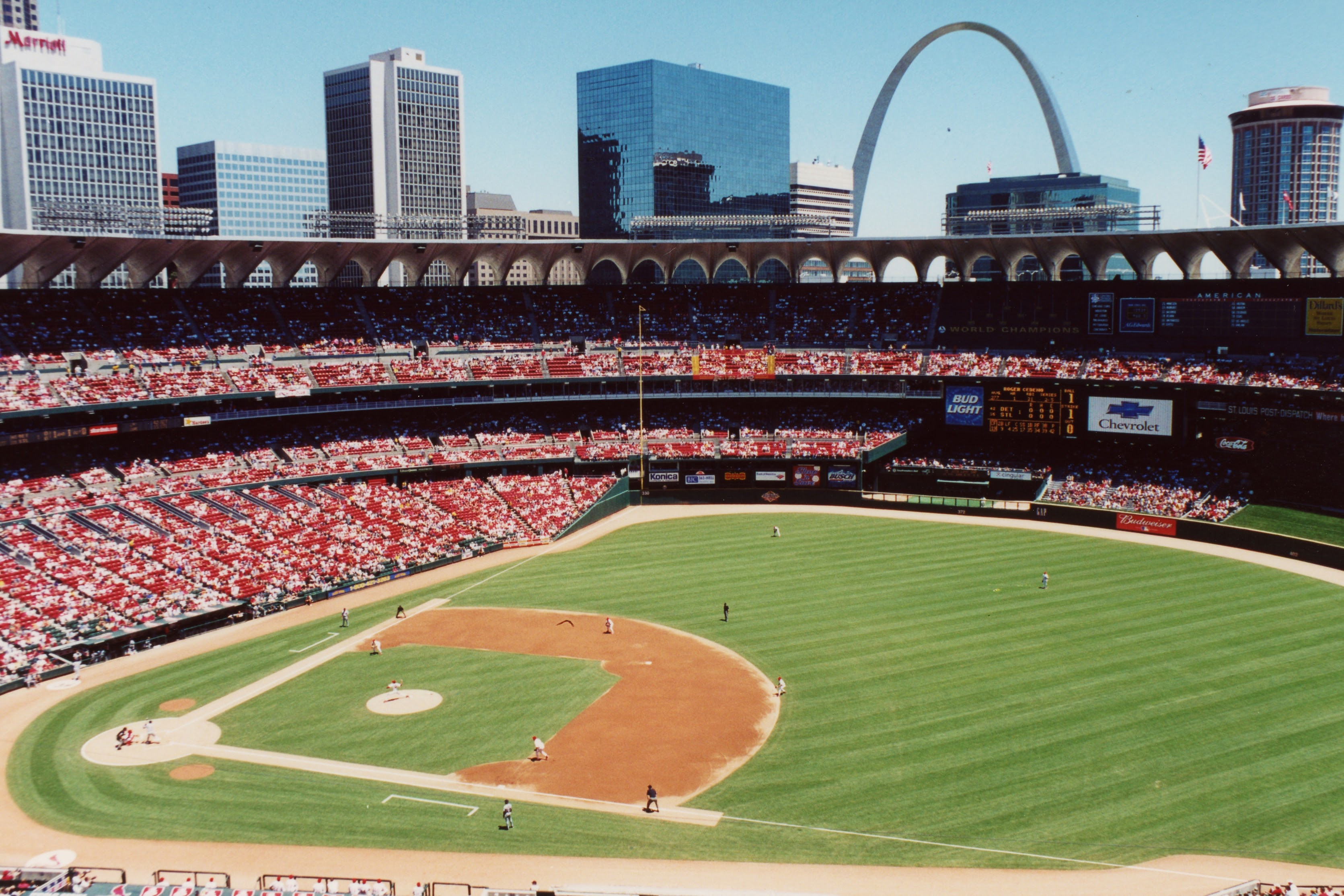
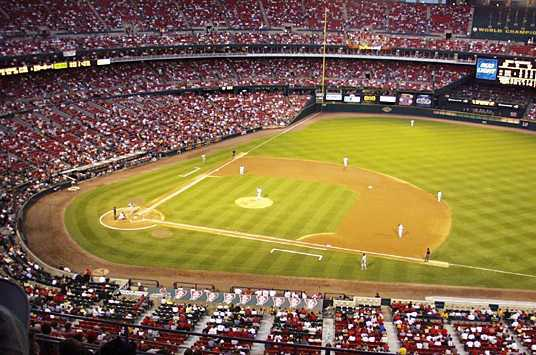
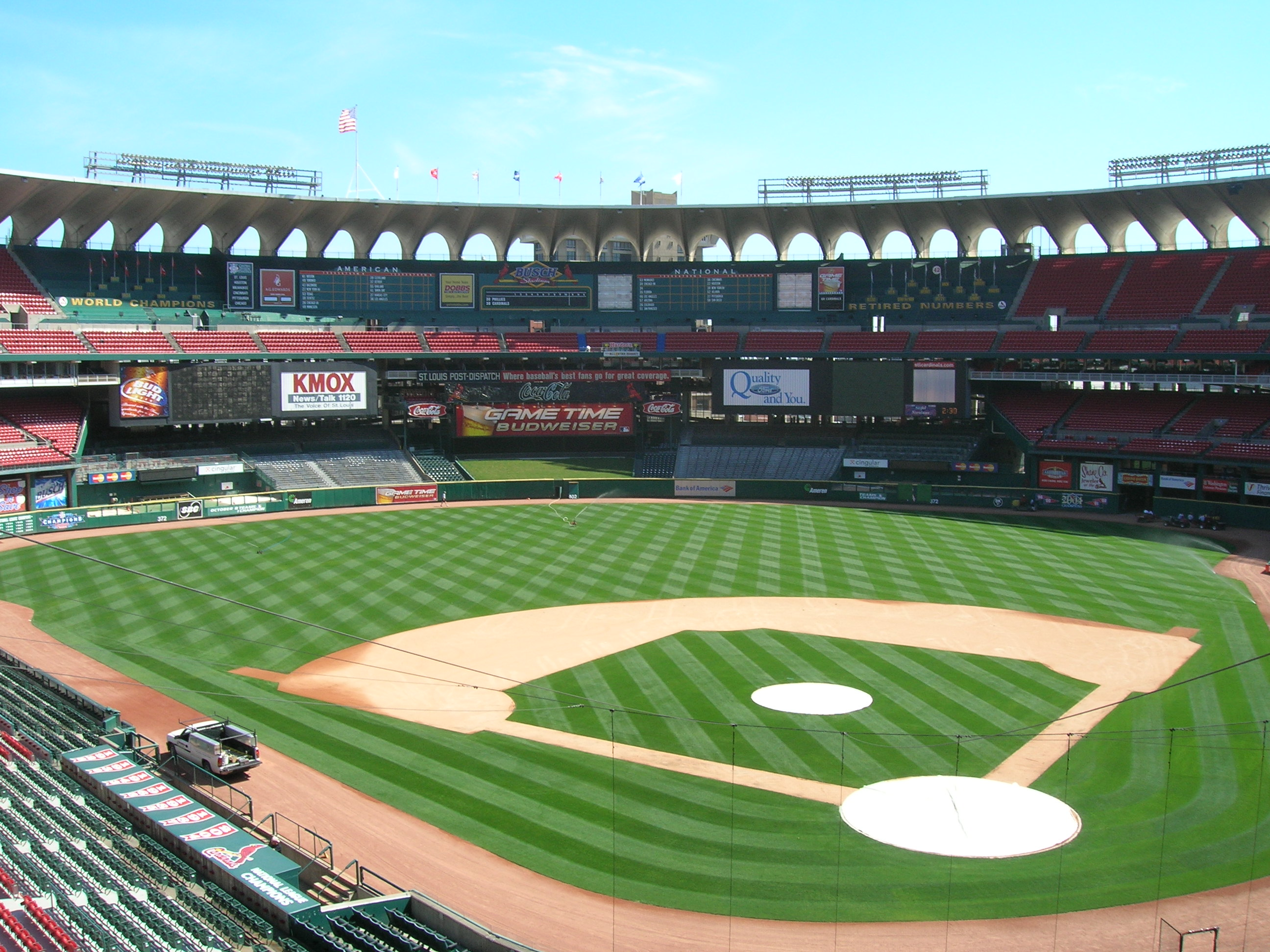
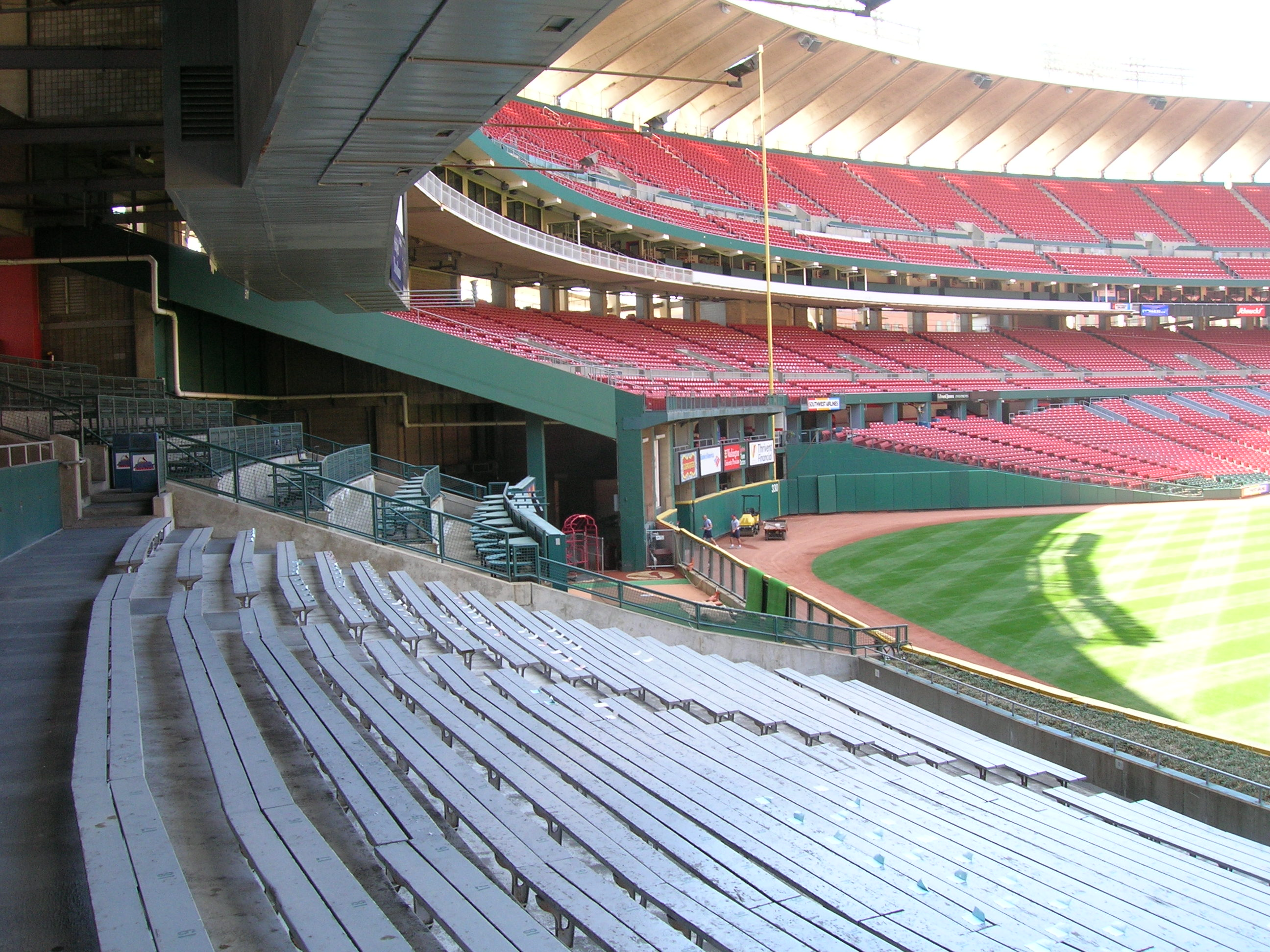
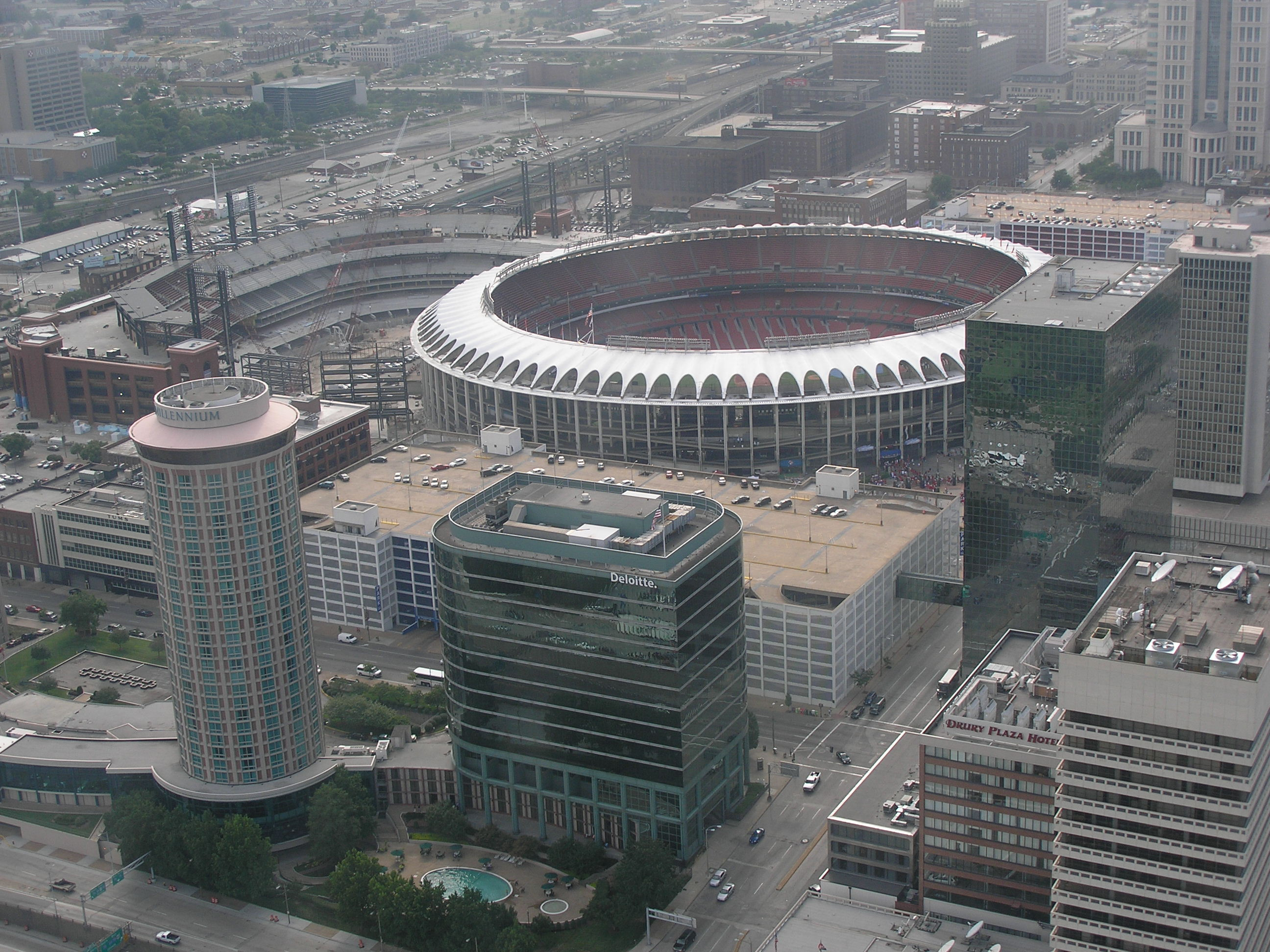
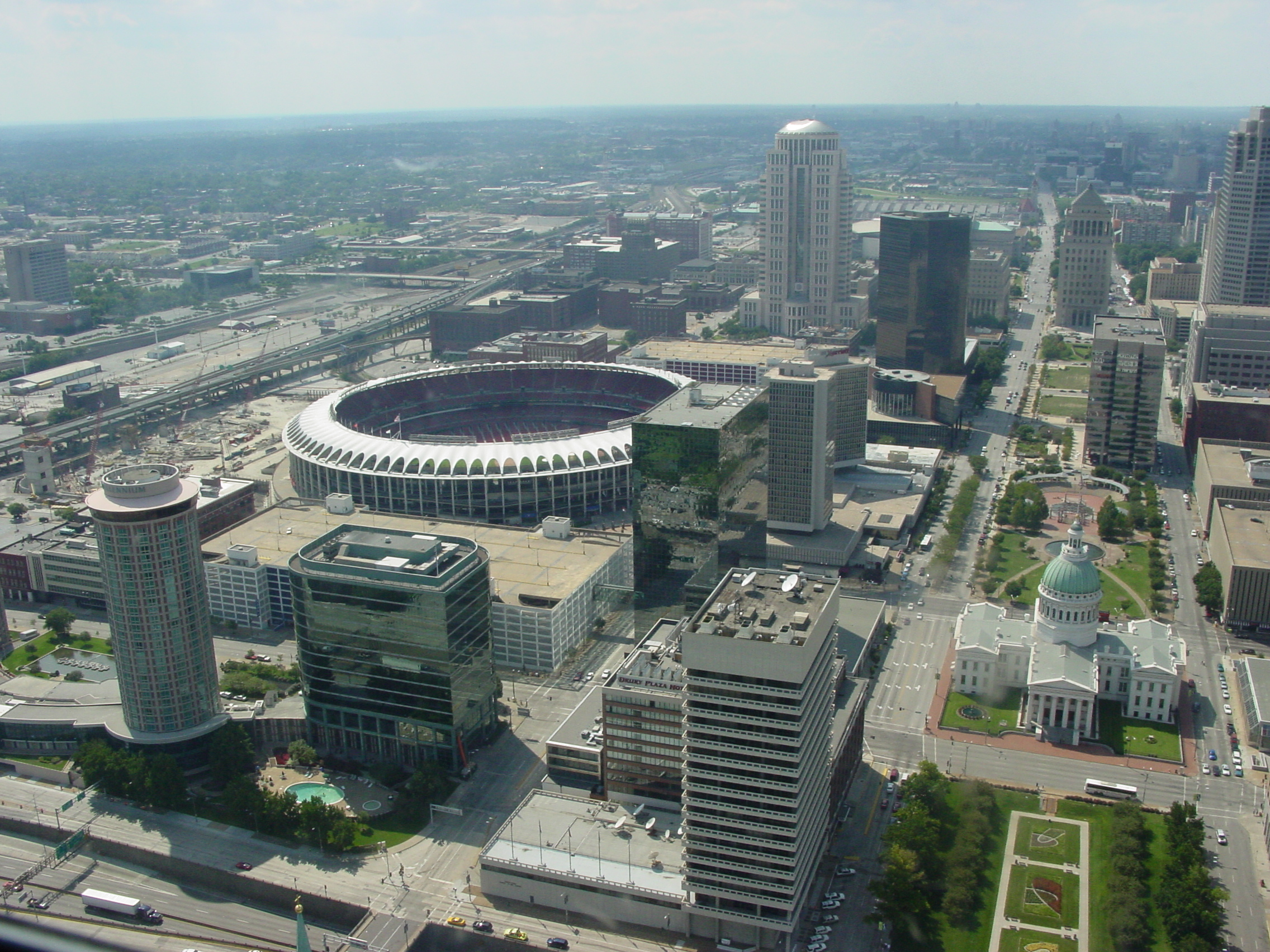
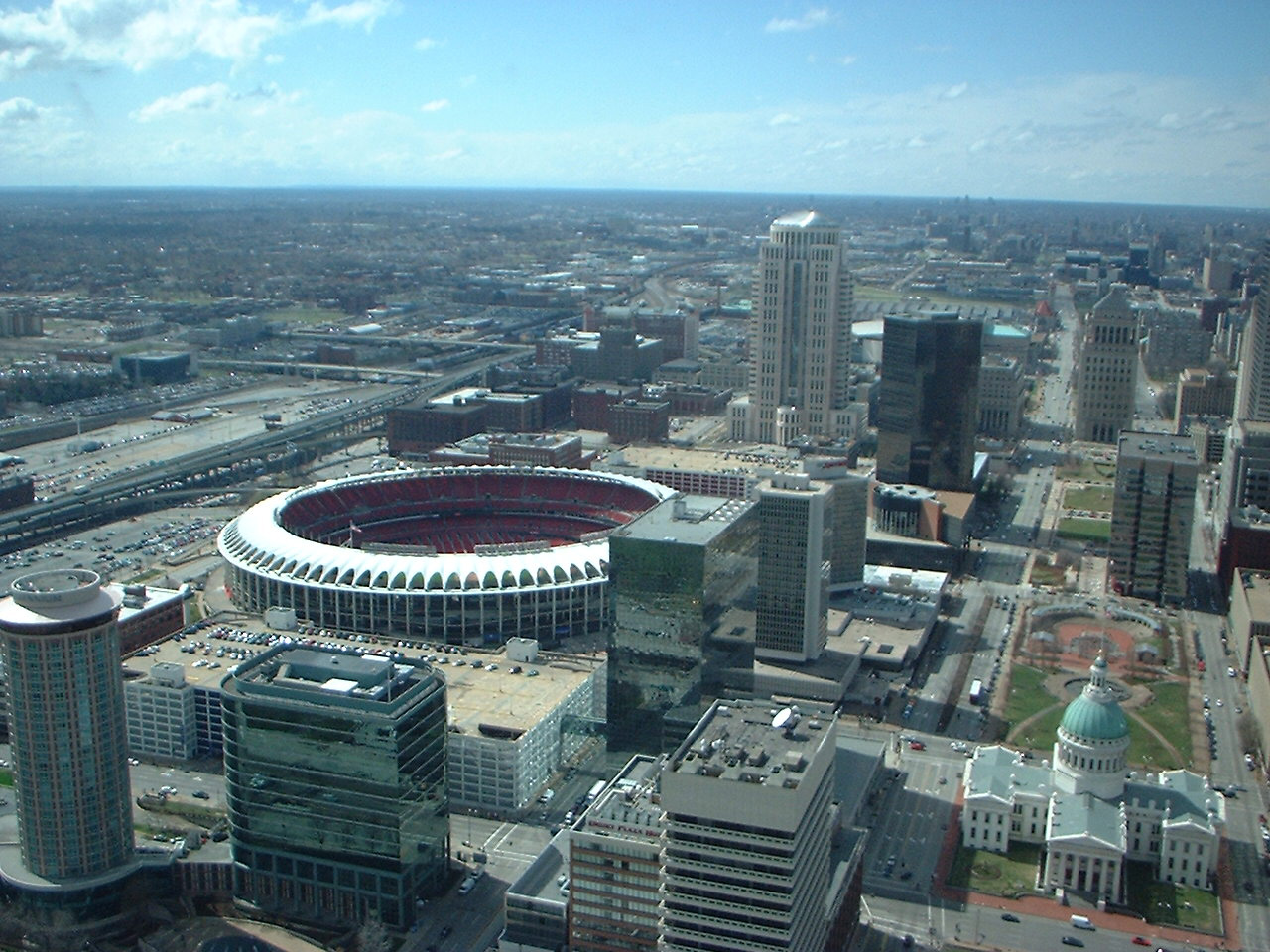
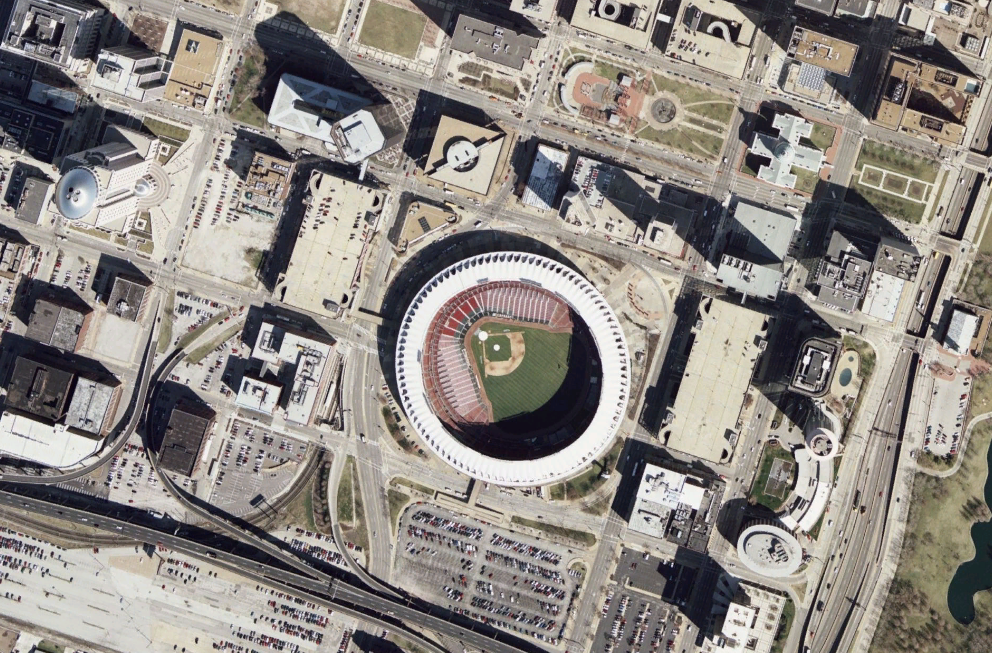
Image satellite